# رينيه توريبيو
رينيه توريبيو هو سياسي فرنسي، ولد في 10 ديسمبر 1912 في لامنتين في فرنسا، وتوفي بنفس المكان في 27 يوليو 1990. نشط حزبياً في French Section of the Workers' International ‏ والحزب الاشتراكي. وقد انتخب Mayor of Lamentin ‏ (1945 – 1971) وانتخب عضو مجلس الشيوخ الفرنسي ‏.